# Clare Teal
Clare Teal (Craven, 14 maggio 1973) è una cantante e conduttrice radiofonica britannica.

## Biografia
Clare Teal si è interessata al jazz sin da piccola, ascoltando artisti quali Ella Fitzgerald e Joe Loss. Ha firmato un contratto discografico con la Sony Jazz nel 2004, che ha segnato il più grande contratto mai firmato da un artista jazz britannica. Nel medesimo anno ha pubblicato l'album Don't Talk, che ha raggiunto la 20ª posizione della Official Albums Chart. Quattro anni dopo il disco Get Happy è arrivato alla numero 79 della stessa classifica. Dal 2006 al 2013 la cantante ha condotto il programma radiofonico Big Band Special sulla stazione BBC Radio 2. Nel 2011 ha ricevuto il premio Gold Badge dalla The Ivors Academy.

## Discografia

### Album in studio
- 1995 – Nice Work
- 2001 – That's the Way It Is
- 2002 – Orsino's Songs
- 2003 – The Road Less Travelled
- 2004 – Don't Talk
- 2007 – Paradisi Carousel
- 2008 – Get Happy
- 2011 – Hey Ho
- 2013 – And So It Goes (con Grant Windsor)
- 2014 – In Good Company (con Grant Windsor e Pee Wee Ellis)
- 2015 – At Your Request
- 2016 – A Tribute to Ella Fitzgerald

### Album dal vivo
- 2009 – Live at Ebenezer Chapel